# Manuella Kalili
Manuella Kalili (Honolulu, 2 november 1912 - 14 september 1969) was een Amerikaans zwemmer.
Manuella Kalili nam eenmaal deel aan de Olympische Spelen; in 1932. In 1932 nam hij deel aan de onderdelen 4x200 meter vrije slag en 100 meter vrije slag. Hij wist het zilver te winnen op het onderdeel 4x200 meter vrije slag en werd vierde op de 100 meter vrije slag.
Hij was de jongere broer van teamgenoot Maiola Kalili.